# Districtul Kulmbach
Districtul Kulmbach este un district rural (Landkreis) din regiunea administrativă Franconia Superioară, landul Bavaria, Germania.

## Orașe și comune
| orașe 1. Kulmbach (27.580) 2. Kupferberg (1.118) 3. Stadtsteinach (3.445) comune (târg) 1. Grafengehaig (1.042) 2. Kasendorf (2.594) 3. Ludwigschorgast (1.000) 4. Mainleus (6.817) 5. Marktleugast (3.576) 6. Marktschorgast (1.656) 7. Presseck (2.120) 8. Thurnau (4.518) 9. Wirsberg (2.008) 10. Wonsees (1.179) | comune 1. Guttenberg (579) 2. Harsdorf (1.089) 3. Himmelkron (3.482) 4. Ködnitz (1.690) 5. Neudrossenfeld (3.940) 6. Neuenmarkt (3.168) 7. Rugendorf (1.069) 8. Trebgast (1.708) 9. Untersteinach (1.958) |